# Igor Ribak
Igor Mikhailovitch Ribak (em ucraniano:  Ігор Михайлович Рибак; em russo:  Игорь Михайлович Рыбак; 21 de março de 1934, em Carcóvia – 28 de setembro de 2005, em Kiev) foi um ucraniano, que competiu em halterofilismo pela União Soviética.
Em 1956, Igor Ribak ganhou o Campeonato Europeu (na categoria até 75 kg), ganhou medalha de ouro nos Jogos Olímpicos (na categoria até 67,5 kg) e ainda ganhara prata na Spartakiada (até 67,5 kg).
Quadro de resultados
| Ano  | Posição | Competição                      | Classe de peso | Marca                                                                                          |
| 1956 | 1.      | Campeonato Europeu em Helsinque | –75 kg         | 382,5 kg no total combinado (desenvolvimento [disciplina abolida em 1973] +arranque+arremesso) |
| 1956 | 2.      | Spartakiada em Moscou           | –67,5 kg       | 375 kg (115+110+150)                                                                           |
| 1956 | 1.      | Jogos Olímpicos em Melbourne    | –67,5 kg       | 380 kg (110+120+150)                                                                           |